# Устуу-Хурээ
Устуу-Хурээ (тув. Үстүү-Хүрээ — верхний хурээ (монастырь)) — один из самых крупных и известных буддийских монастырей Тувы.
Расположен в урочище Чайлаг-Алаак на правом берегу реки Чадан (правый приток Хемчика), в 7 км к юго-востоку от города Чадана, в 1,5 км южнее дороги, ведущей в село Бажын-Алаак.
Устуу-Хурээ — один из двух крупнейших храмовых комплексов, находившихся на территории Даа-кожууна. Является центром духовности и государственности Тувы. На территории хурээ была заложена основа тувинского алфавита, отчеканена первая монета Тувинской Народной Республики.

## История создания
Монастырь Устуу-Хурээ был основан в 1905—1907 гг. нойоном Хайдыпом. Строительство осуществлялось под руководством и по проекту специально приглашенного тибетского ламы Кунтана Римпоче и при участии китайских мастеров.
Население кожууна, обложенное дополнительной денежной и натуральной повинностями (лес для строительства, тягловый скот), непосредственно участвовало и в самих строительных работах: каждый сумон в назначенный день выставлял определенное число людей, готовивших раствор, сооружавших опалубку, ставивших леса и т.д. Проект монастыря тибетского образца привёз в 1905 г. Кунтан Римпоче, однако некоторые утверждают, что это типичная монгольская постройка, соединившая в себе архитектурные приемы Тибета и Китая: скошенный низ типичен для тибетских построек, а лёгкий деревянный павильон второго яруса — для китайских.
В 1930 г. после принятия специального постановления монастырь был закрыт. В 1937 г. принято решение о разрушении главного храма — Цогчена, однако полностью разрушить комплекс не удалось, от храма остались высокие глинобитные стены.  Ламы, служившие в Устуу-хурээ, были репрессированы и, частью, расстреляны. До 1956 г. действовала молельная юрта. Последний лама отвёз буддийские атрибуты в республиканский краеведческий музей в Кызыле, где они находятся до сих пор.

## Восстановление и открытие Устуу-Хурээ

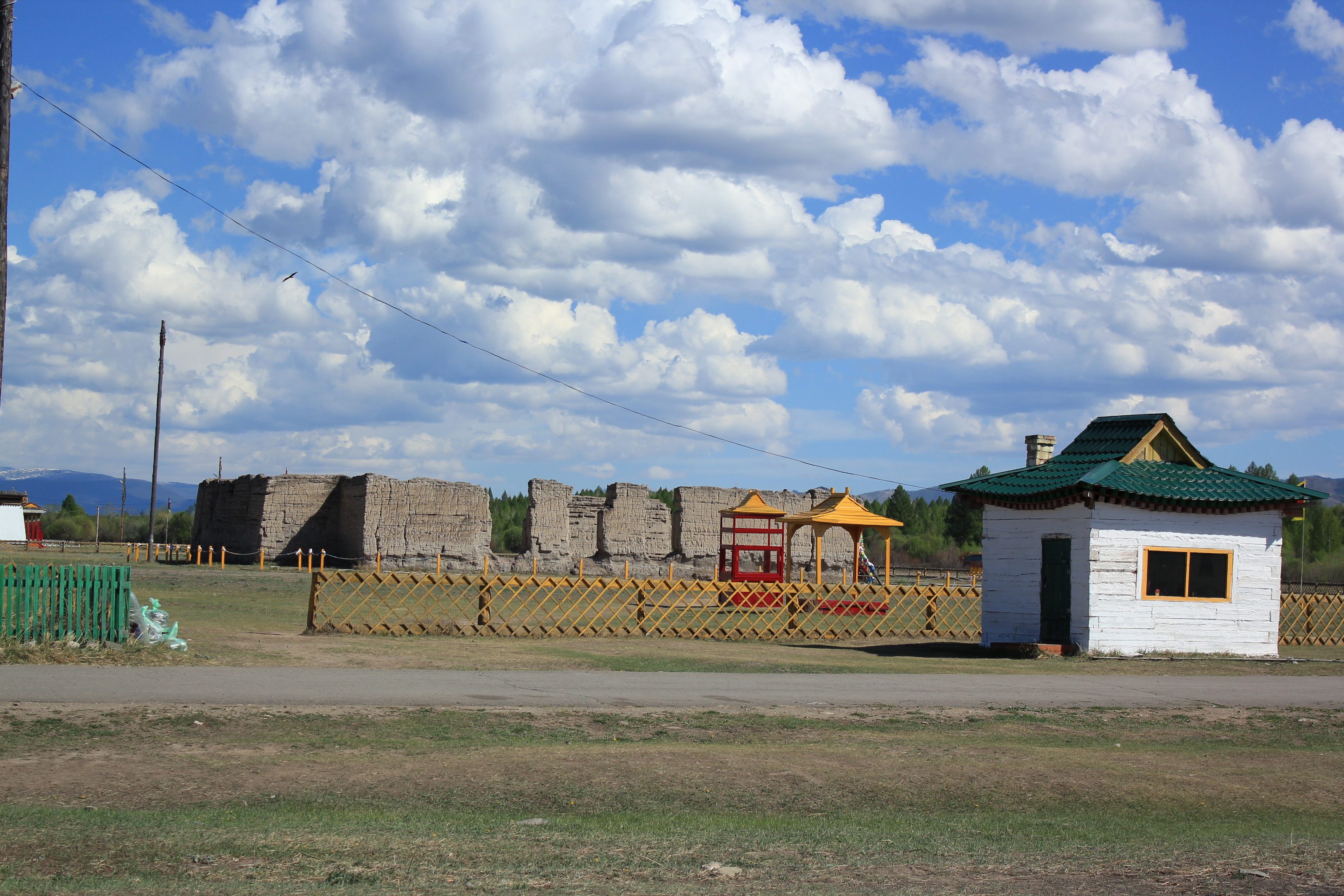
Храм Устуу-Хурээ

В 1999 г. Правительство России, признавая историческую и архитектурную ценность Устуу-Хурээ, приняло решение о его восстановлении. В том же году для привлечения внимания к храму и  сбора средств на восстановление по идее Игоря Дулуша был проведён Международный благотворительный фестиваль живой музыки и веры "Устуу-Хурээ", с тех пор проводимый ежегодно.
Восстановление храма началось в 2008 г. при поддержке тогдашнего министра по чрезвычайным ситуациям Сергея Шойгу. Изначально задумывалось построить новый Цогчен (соборный храм) на месте стен старого, однако руины решили оставить и возвести новый храм рядом со старым разрушенным. Восстановление храма было закончено в 2012 г. и 23 июля состоялась церемония открытия Устуу-Хурээ.

## Международный фестиваль живой музыки и веры «Устуу-Хурээ»
Международный фестиваль живой музыки и веры «Устуу-Хурээ» проводится с 1999 года. Программа фестиваля состоит из двух смысловых понятий — «живой музыки» и «живой веры». Основан Игорем Дыртык-ооловичем Дулуш.
«Живая музыка» — это концертная программа, состоящая из блоков, в которых участвуют коллективы разных жанров и стилевых направлений (фольклор, классика и т. д.), проходящая на конкурсной основе, где жюри выявляет лучших для участия в гала-концерте.
«Живая вера» — это возрождение духовности и буддизма; в рамках фестиваля проводится карнавальное шествие «Цам» в духе буддийской мистерии с посещением Чаданских храмов Алдыы-Хурээ и Устуу-Хурээ.
Долгое время мероприятие имело статус неофициального и являлось своеобразной формой альтернативной культуры. Но с каждым разом география участников расширялась, фестиваль привлекал всё больше музыкантов разных течений из самой Тувы, России и из других стран. В итоге фестиваль получил государственную поддержку.
Традиционно фестиваль открывается необычным и красочным ритуалом — шествием «Цам» по улицам города, участниками которого становятся все: артисты и зрители. Ежедневная программа состоит из 4 концертов в день. Завершает её гала-концерт лауреатов и победителей, и ночной джем-сейшн. В фестивале могут принять участие все желающие, как отдельные музыканты, так и составы: ансамбли, группы, оркестры.